# Аверьянов, Иван Андреевич
Ива́н Андре́евич Аверья́нов (1 июня 1923, Белорецкий завод, Башкирская АССР — 5 января 2000, Москва) — советский военачальник, генерал-полковник (3.11.1983).

## Биография
В начале Великой Отечественной войны, в августе 1941 года, был призван в Красную армию Белорецким районным военкоматом. В 1942 году окончил Златоустовское военно-инженерное училище. Участник Великой Отечественной войны с ноября 1942 года. Прошёл всю войну в составе 27-й армейской пушечной артиллерийской бригады на Воронежском, Степном, Юго-Западном, 2-м Украинском и 3-м Украинском фронтах. В 1942—1943 годах командовал артиллерийским взводом, в 1944—1945 годах был начальником разведки артиллерийского дивизиона. Участвовал в Курской битве, в Белгородско-Харьковской операции, в битве за Днепр, в Кировоградской, Корсунь-Шевченковской, Ясско-Кишинёвской, Будапештской, Балатонской и Венской операциях. Проявил себя отважным офицером, награждён на фронте тремя боевыми орденами. Был ранен в марте 1943 года.
После войны был командиром батареи, служил в Прикарпатском военном округе (1945—1951). Окончил Военную академию имени Ф. Э. Дзержинского в 1955 году. Служил начальником курса в этой академии. С 1958 года — старший инспектор по ракетным войскам в Главном политическом управлении Советской армии и Военно-морского флота. С 1961 года — инспектор в отделе административных органов ЦК КПСС. С 1966 года — заместитель начальника, а с 1973 года — начальник Главного управления комплектования оборудованием и автоматикой в Главном штабе Ракетных войск стратегического назначения. С 1989 года — в запасе.
Был членом КПСС с 1944 по 1991 годы.
Жил в Москве. Похоронен на Троекуровском кладбище (участок № 4).

## Награды
- Орден Ленина (1986)
- Орден Октябрьской Революции (1980)
- Ордена Отечественной войны 1-й (11.03.1985)[3] и 2-й (2.02.1945[4]) степеней
- Два ордена Трудового Красного Знамени (1967, 1978)
- Три ордена Красной Звезды (28.05.1944[5], 5.04.1945[6], 1956)
- Медаль Жукова (Российская Федерация)
- Медаль «За боевые заслуги»
- Медаль «За воинскую доблесть. В ознаменование 100-летия со дня рождения Владимира Ильича Ленина»
- Медаль «За отличие в охране государственной границы СССР»
- Медаль «За победу над Германией в Великой Отечественной войне 1941—1945 гг.»
- Юбилейная медаль «Двадцать лет Победы в Великой Отечественной войне 1941—1945 гг.»
- Юбилейная медаль «Тридцать лет Победы в Великой Отечественной войне 1941—1945 гг.»
- Юбилейная медаль «Сорок лет Победы в Великой Отечественной войне 1941—1945 гг.»
- Медаль «Ветеран Вооружённых Сил СССР»
- Медаль «За укрепление боевого содружества»
- Медаль «За освоение целинных земель»
- Юбилейная медаль «30 лет Советской Армии и Флота»
- Юбилейная медаль «40 лет Вооружённых Сил СССР»
- Юбилейная медаль «50 лет Вооружённых Сил СССР»
- Юбилейная медаль «60 лет Вооружённых Сил СССР»
- Юбилейная медаль «70 лет Вооружённых Сил СССР»
- Медаль «За безупречную службу» 1-й степени

Иностранные награды
- Орден Народной Республики Болгария III степени (НРБ, 22.01.1985)
- Орден Красного Знамени (ЧССР, 5.05.1975)
- Медаль «За боевое содружество» I степени (ВНР, 20.06.1980)
- Медаль «100 лет Освобождения Болгарии от османского рабства» (Болгария)
- Медаль «30 лет Победы над фашистской Германией» (Болгария, 6.03.1975)
- Медаль «За укрепление дружбы по оружию» I степени (ЧССР, 20.03.1970)
- Медаль «30-я годовщина Революционных Вооружённых сил Кубы» (Куба, 24.11.1986)
- Медаль «60 лет Вооружённым силам МНР» (МНР, 29.12.1981)